# Astrophel and Stella

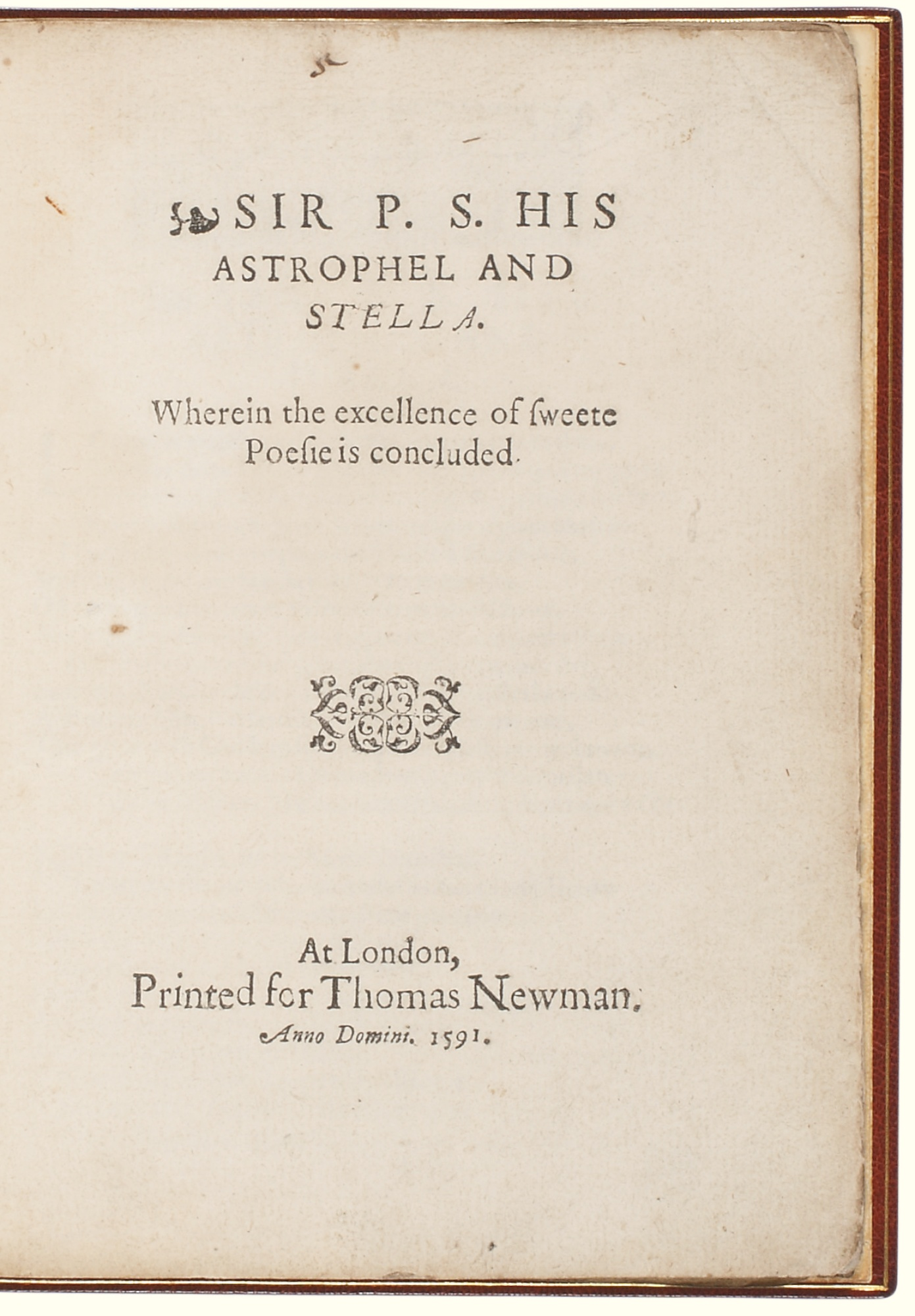
Strona tytułowa pierwszego wydania cyklu Astrophel and Stella z 1591

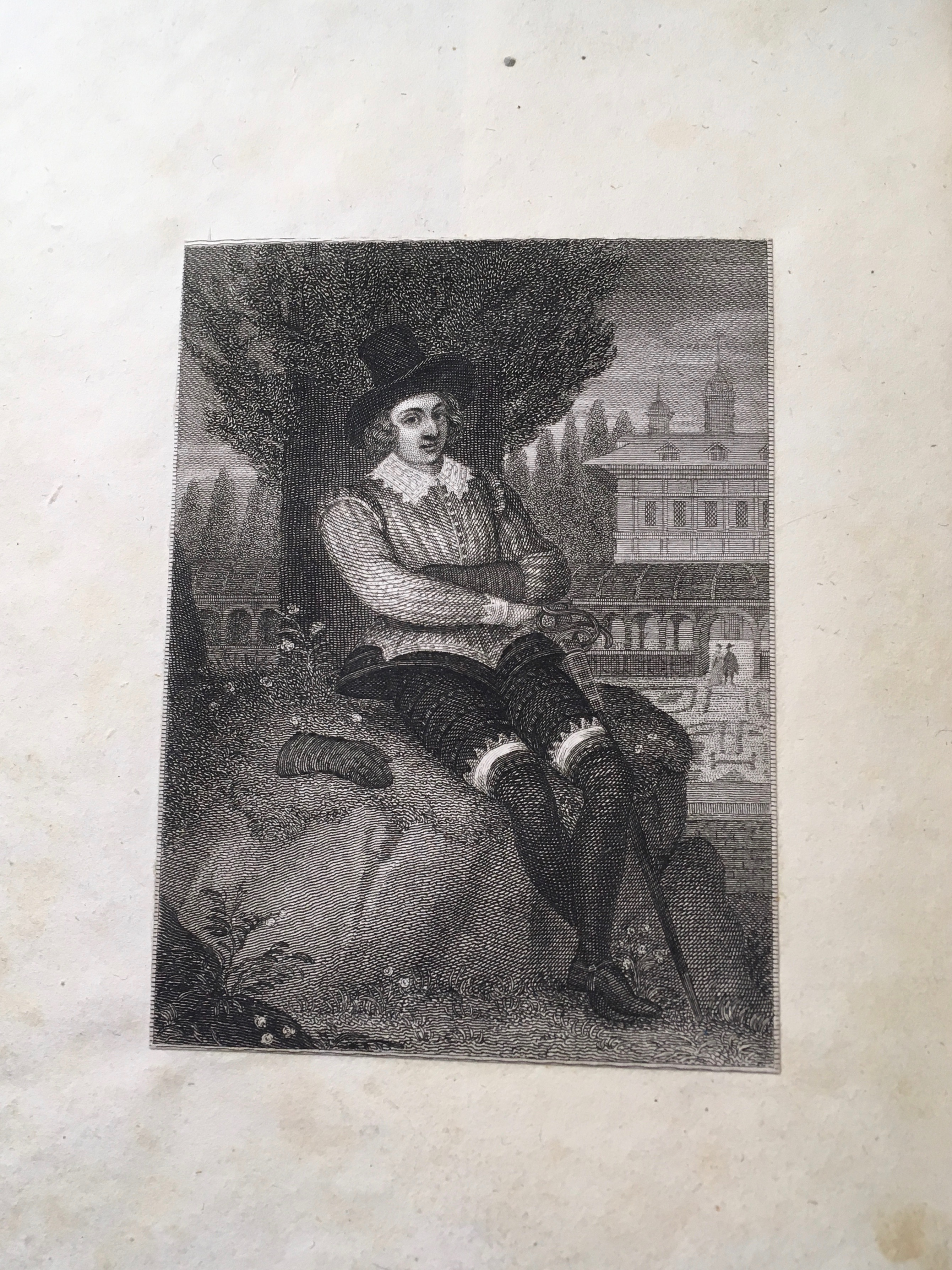
Philip Sidney

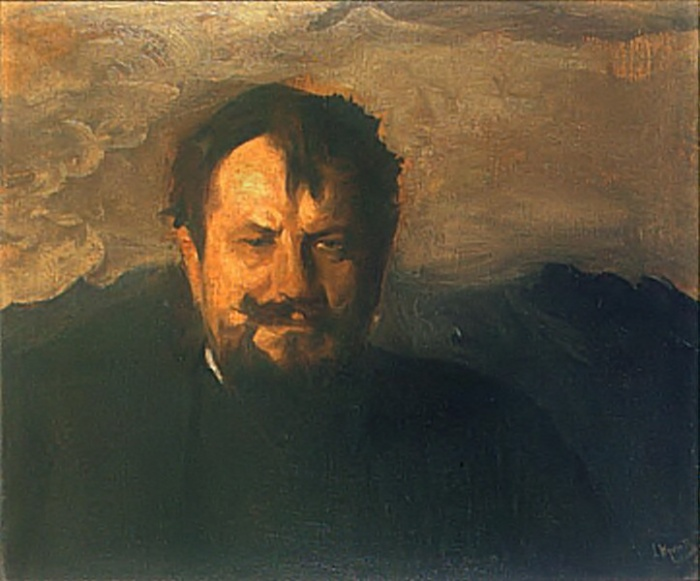
Jan Kasprowicz na portrecie Leona Wyczółkowskiego

Astrophel and Stella – cykl sonetów renesansowego angielskiego poety Philipa Sidneya. Utwór powstał prawdopodobnie w 1582. Został wydany pośmiertnie w 1591. Cykl składa się ze stu ośmiu sonetów i jedenastu piosenek. Jest często uważany za najlepszy zbiór sonetystyczny zaraz za Sonetami Williama Szekspira. 
Cykl opowiada o miłości Stelli (Gwiazdy) i Astrophela (Miłośnika gwiazd). Imię bohatera jest grą słów na temat własnego imienia poety. Utwór opowiada o wewnętrznych rozterkach bohatera, który kocha poezję tak samo jak ową dziewczynę. Astrophel próbuje poradzić sobie ze sprzecznymi emocjami. W końcu decyduje się porzucić swoją miłość dla służby państwowej. Cykl jest zbiorem rozważań poety o rozumie, emocjach, namiętnościach i wolnej woli.
Publikacja cyklu zapoczątkowała w elżbietańskiej Anglii modę na pisanie zbiorów sonetów. Samemu Sidneyowi przyniosła sławę. Po śmierci poety na skutek odniesionych w bitwie ran Edmund Spenser napisał na jego cześć elegię zatytułowaną właśnie Astrophel. 
Do najbardziej znanych utworów z cyklu należy sonet I:
Loving in truth, and fain in verse my love to show,

That she, dear she, might take some pleasure of my pain,—

Pleasure might cause her read, reading might make her know,

Knowledge might pity win, and pity grace obtain,—

I sought fit words to paint the blackest face of woe;

Studying inventions fine her wits to entertain,

Oft turning others' leaves, to see if thence would flow

Some fresh and fruitful showers upon my sunburn'd brain.

But words came halting forth, wanting invention's stay;

Invention, Nature's child, fled step-dame Study's blows;

And others' feet still seem'd but strangers in my way.

Thus great with child to speak and helpless in my throes,

Biting my truant pen, beating myself for spite,

"Fool," said my Muse to me, "look in thy heart, and write."
Interesujący jest sonet 89, oparty na epiforze. 
Na język polski przełożono tylko niektóre wiersze z omawianego cyklu. Tłumaczenia sporządzili Jerzy Pietrkiewicz, Stanisław Barańczak i Juliusz Żuławski. Jeden sonet Sidneya przyswoił Jan Kasprowicz. Ukazało się też tłumaczenie cyklu na język czeski. Sonety przełożyli Alois Bejblík i Gustav Francl.